# Secretario (administración)

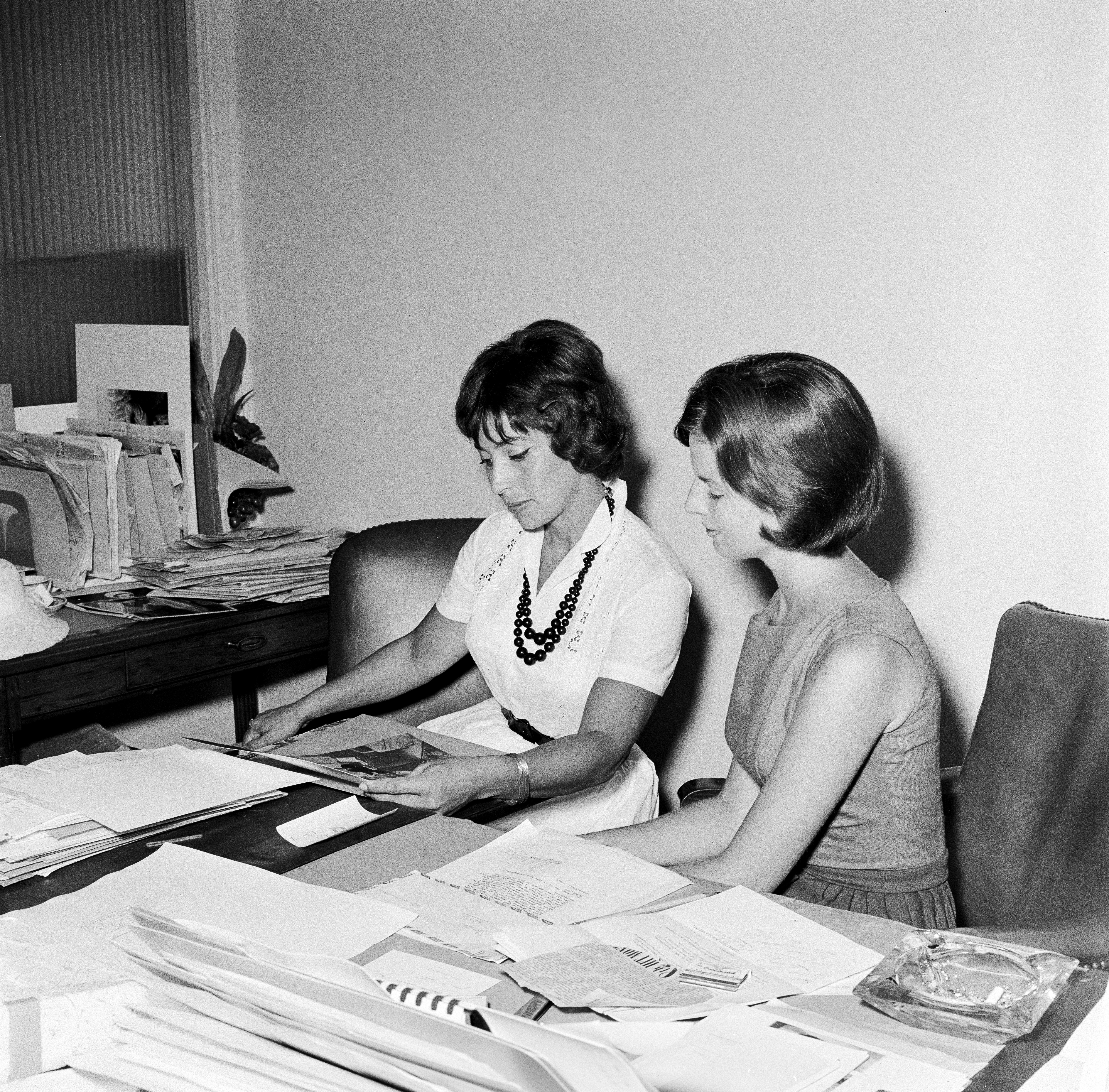
Pamela Turnure, secretaria de prensa de la primera dama, al lado de una corresponsal extranjera, en una oficina ubicada en Estados Unidos (1961).

Secretario o secretaria (del latín secretarĭus) es la persona que ejerce como asistente de dirección o administrativo, encargada de supervisar los asuntos, sobre todo aquello que requiera confidencialidad (es decir, lo secreto), de personas de cierto poder, como monarcas, papas, presidentes, directores etc
Este significado todavía se da en varios países del mundo anglosajón o latinoamericano con los cargos políticos de secretario de Estado o con el significado de «ministro» de un departamento importante de gobierno, como Home Secretary, Foreign Secretary y otros. Muchas organizaciones grandes tienen como máximo cargo administrativo o de gestión, como secretario general.
Según el tipo de organización para la cual trabajan, pueden o no compartir las tareas del auxiliar administrativo, una profesión orientada a realizar actividades básicas de oficina. Existen las secretarias ejecutivas, quienes trabajan en cargos de alto nivel en las empresas.
Sus funciones están relacionadas con el trabajo de oficina:
- recibir documentos;
- atender llamadas telefónicas;
- atender visitas;
- acompaña a todos lados
- archivar documentos;
- realizar cálculos elementales;
- informar todo lo relativo al departamento del que depende;
- estar al pendiente de la tramitación de expedientes;
- tener actualizada la agenda, tanto telefónica como de direcciones, y de reuniones;
- poseer conocimiento de los departamentos de las administraciones públicas con los que esté más relacionada la sección de que dependa;
- tener conocimiento del manejo de maquinaria de oficina, desde calculadoras hasta fotocopiadoras, pasando por ordenadores personales y los programas informáticos que conllevan;
- amplios conocimientos en cuanto al protocolo institucional y empresarial.

En definitiva, la figura de la persona profesional dedicada al secretariado es como gestora del tiempo del directivo con el que colabora, para que este no deba preocuparse más que en la toma de decisiones que beneficien el progreso de la compañía.

## Administraciones públicas
Pueden ser cualquier lugar donde sea necesaria una persona que tenga la capacidad suficiente, puede ser una empresa privada, una administración pública o cualquier otro lugar donde se deban desarrollar las funciones descritas. 

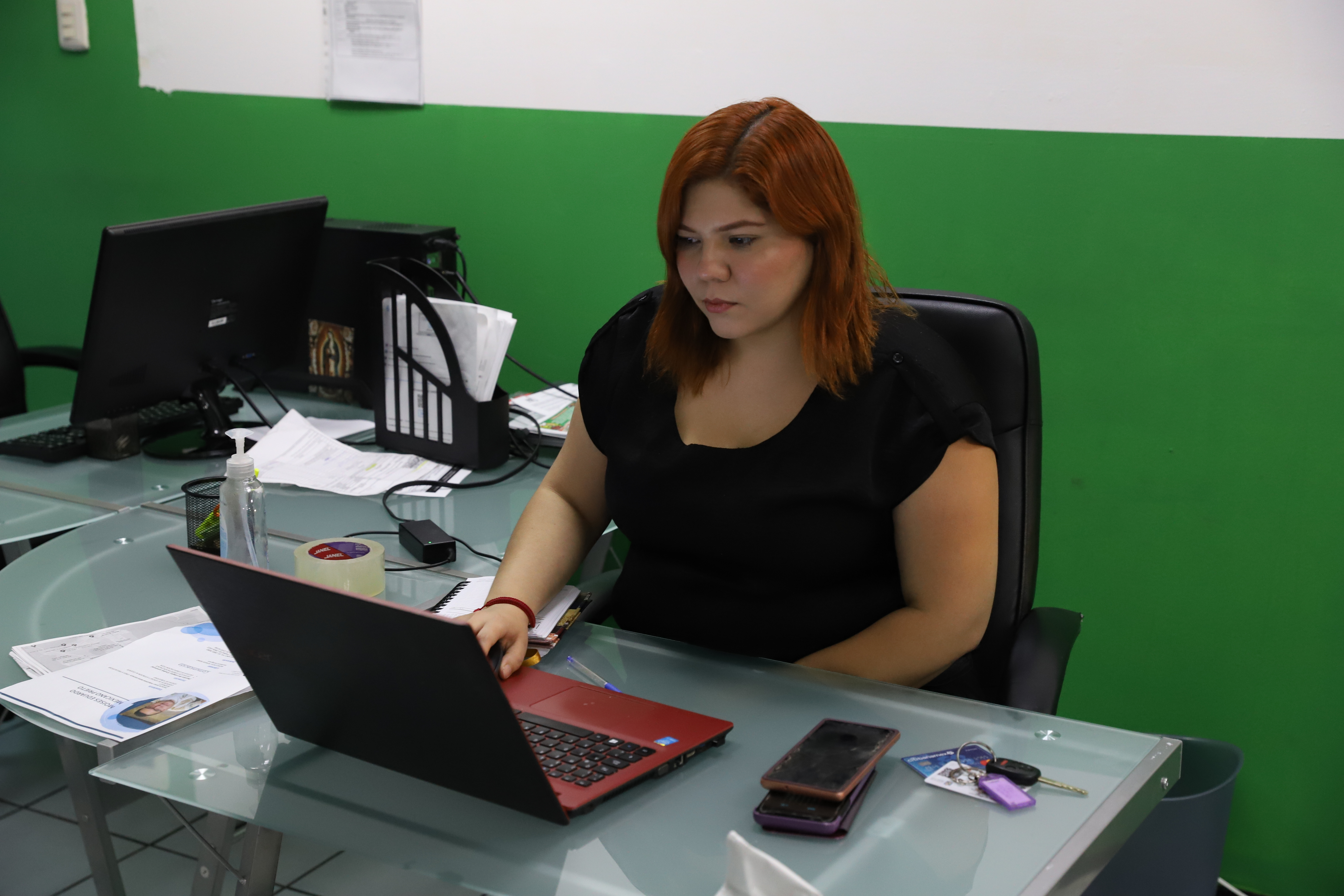
Auxiliar administrativa en el norte de México.

En las distintas administraciones públicas se requieren otras características añadidas a las exigidas y que están redactados en las distintas leyes estatales, autonómicas o locales para tener acceso al puesto de trabajo, asimismo es necesario superar alguna prueba consistente en responder una serie de preguntas o realizar una supuesta práctica o alguna prueba con la tecnología que se utiliza en ese momento, como puede ser de mecanografía o soltura con algún software informático, donde se demuestra que tiene la capacitación necesaria para el desempeño de la tarea. La ventaja de trabajar en las administraciones públicas se halla en que es un trabajo para toda la vida (funcionario público) mientras las leyes no digan lo contrario. 
Además de las secretarias que prestan sus servicios de forma presencial, también existen las que lo hacen de forma remota (en línea) llamadas secretarias online o asistentes virtuales (virtual assistants) y que cobran sus servicios por hora de trabajo o por proyectos. Tienden a ser profesionales más especializadas en nuevas tecnologías, idiomas, mercadotecnia o eventos.

### Administración pública y gobierno del Reino Unido
Tal y como se refleja en los titulares de los ministerios más relevantes del gobierno del Reino Unido, los secretarios ocupan los puestos más altos de la administración pública británica, con un complejo entramado de cargos como principal private secretary, private secretary y parliamentary private secretary (PPS), este último cargo para los diputados con vistas a ser nombrados ministros del ramo en el futuro.